# Christopher Paolini
Christopher Paolini (17 november 1983, Zuidelijk Californië) is een Amerikaans schrijver van epische fantasy. Hij is het bekendst van Het Erfgoed, een serie bestaande uit vier boeken: Eragon (2003), Oudste (2005), Brisingr (2008) en Erfenis (2011). Paolini woont en werkt in Paradise Valley, Montana.
Paolini publiceerde zijn debuut in 2002 via het familiebedrijf. De verhalen van Eragon spelen zich af in de fictieve wereld Alagaesia, waar de jonge Eragon in het bezit komt van een draak en het op moet nemen tegen de duistere koning Galbatorix en zijn volgelingen. Eragon, die samen met zijn draak Saphira een bijzondere band smeedt, blijkt uiteindelijk een van de laatste mysterieuze Drakenrijders te zijn.
Paolini begon met het manuscript van het eerste boek toen hij pas vijftien jaar oud was. Het werd in 2003 opgepikt door Carl Hiaasen en uitgegeven door Alfred. A Knopf. In 2006 werd Eragon verfilmd door 20th Century Fox met in de hoofdrollen Ed Speleers (Eragon), Jeremy Irons (Brom) en John Malkovich (Galbatorix).

## Biografie
Christopher Paolini werd opgevoed in de Paradise Valley in Montana. Zijn familieleden bestaan uit zijn ouders, Kenneth Paolini en Talita Hodgkinson, en zijn zuster, Angela Paolini. Tijdens zijn studie werd hij thuis geschoold. Paolini studeerde af van de middelbare school op zijn vijftiende, langs een examen via de post. Na te zijn afgestudeerd begon hij aan zijn eerste roman, Eragon, het eerste deel in een serie van vier.
In 2002 werd Eragon gepubliceerd bij Paolini International LLC, het bedrijf van Paolini's ouders. Om het boek te promoten reisde hij langs 135 scholen en bibliotheken om er te discussiëren over lezen en schrijven. Hij deed dat verkleed in een middeleeuws kostuum. Zelf ontwierp hij ook de cover voor de eerste versie van Eragon, waarop het oog van Saphira te zien is. Ook tekende hij alle kaarten die in zijn boeken verschenen.
In de zomer van 2002 werd Eragon opgepikt door Carl Hiaasen. Diens zoon vond het boek "beter dan Harry Potter". Hiaasen bracht het boek onder de aandacht van zijn uitgeverij, Alfred A. Knopf. Dat resulteerde meteen in een contract voor de volledige Erfgoed Cyclus. De tweede editie van Eragon verscheen in augustus 2003. Toen hij negentien was werd Paolini een New York Times bestselling auteur. In 2006 werd Eragon verfilmd.
Paolini's essay, It All Began with Books, werd toegevoegd aan de bloemlezing Guys Write for Guys Read (2005).
Oudste, het vervolg op Eragon, werd gepubliceerd op 23 augustus 2005. Het derde deel, Brisingr, op 20 september 2008. Hoewel de Erfgoed Cyclus in eerste instantie gepland was als een trilogie, maakte Paolini in 2007 bekend een vierde deel toe te voegen aan de serie, Erfenis, wat in 2011 uitkwam.
Vandaag de dag zijn er van de Erfgoed Cyclus al meer dan 20 miljoen exemplaren verkocht.

## Invloed
Paolini's literaire inspiratie kwam onder andere van J.R.R. Tolkien, Eric Rucker Eddison en de auteur van het epische gedicht Beowulf. Paolini zei dat Eragon vooral geïnspireerd was door werken van Bruce Coville. Andere literaire invloed kwam van auteurs als David Eddings, Andre Norton, Brian Jacques, Anne McCaffrey, Raymond E. Feist, Mervyn Peake, Ursula K. Le Guin en Frank Herbert. Andere favoriete schrijvers zijn Jane Yolen, Philip Pullman en Garth Nix.
Natuurlijke invloed voor Paolini's schrijven was afkomstig van Paolini's omgeving in Paradise Valley, waar de bergen en de natuurlijke omgevingen hem inspireerden voor de Beor Mountains.
Eragon vertoont een aantal overeenkomsten met Star Wars, van George Lucas.